# Phoradendron tunaeforme
Phoradendron tunaeforme là một loài thực vật có hoa trong họ Santalaceae. Loài này được (DC.) Eichler miêu tả khoa học đầu tiên năm 1868.